# La tela di Carlotta (romanzo)
La tela di Carlotta è un libro per bambini scritto dallo statunitense E. B. White e illustrato da Garth Williams e pubblicato per la prima volta nel 1952. Racconta l'amicizia fra Wilbur, un maiale, e Charlotte, un ragno.
La prima edizione italiana si ha nel 1959 ad opera di Donatella Ziliotto nella collana per ragazzi Il Martin Pescatore da lei diretta per Vallecchi. Dopo la chiusura della collana per difficoltà economiche dell'editore, è stato ripubblicato da Mondadori.

## Trama
Una bambina di nome Fern Arable, apprendendo che suo padre sta per uccidere il più piccolo di una cucciolata di maialini in quanto ritenuto troppo debole, supplica il genitore di risparmiarlo. L'animaletto le viene regalato e lei lo accudisce come un animale domestico, chiamandolo Wilbur. Mesi dopo Wilbur è cresciuto, pertanto viene venduto allo zio di Fern, Homer Zuckerman. Nel cortile di Zuckerman, Wilbur desidera ardentemente un amico, ma viene snobbato dagli altri animali; finisce per fare amicizia con una ragna di nome Carlotta, la cui ragnatela si trova in una porta che si affaccia sul recinto di Wilbur. Quando Wilbur scopre che sta venendo allevato per il macello, Carlotta promette di trovare un modo per salvargli la vita. Fern spesso si siede su uno sgabello nel cortile, ascoltando la conversazione degli animali, ma nel corso della storia, man mano che inizia a maturare, inizia a trovare altri interessi che la portano ad allontanarsi dagli animali.
Con il passare dell'estate, Carlotta escogita un piano per salvare Wilbur: ragionando sul fatto che Zuckerman non ucciderà un maiale famoso, la ragna tesse parole e brevi frasi che lodano Wilbur nella sua ragnatela; si fa aiutare da Templeton, un topo egoista che l'assiste in cambio di cibo. Ciò porta Wilbur e la stalla nel suo insieme a diventare attrazioni turistiche, perché molte persone credono che la ragnatela sia un miracolo. Nel frattempo, la madre di Fern inizia a preoccuparsi che sua figlia stia passando troppo tempo con gli animali, in quanto la bambina le racconta anche i loro discorsi. Manda la figlia da un dottore, che la rassicura affermando che il comportamento di Fern è naturale e terapeutico. 
Wilbur viene ammesso alla fiera della contea, e Carlotta e Templeton lo accompagnano. Pur non riuscendo a vincere il primo premio, gliene viene assegnato uno speciale. Carlotta tesse l'ultima parola di lode a Wilbur, capendo che, ormai, Zuckerman non lo macellerà più, grazie al premio vinto. Tuttavia, Carlotta è giunta alla fine del suo ciclo di vita naturalmente breve, pertanto sta per morire. Soddisfatta dall'esito della sua vita, essendo riuscita a salvare Wilbur, decide di morire lì alla fiera, invece di tornare alla fattoria con Wilbur e Templeton; come ultimo favore, chiede a Wilbur di portare con sé il sacco delle sue uova, che si schiuderanno in primavera. Fern, che ormai è cresciuta, si allontana da Wilbur per avvicinarsi ai suoi coetanei; in particolare, durante la fiera passa gran parte del tempo con il suo compagno di classe Henry Fussy.
Wilbur aspetta la fine l'inverno, alla quale non sarebbe giunto se non fosse stato per Carlotta. Arriva il momento della schiusa, e, dopo l'iniziale felicità, Wilbur resta devastato in quanto gran parte dei piccoli se ne va. Solo tre decidono di rimanere per fare compagnia al maiale che, lieto di avere dei nuovi amici, li chiama Nellie, Joy e Aranea. Negli anni seguenti, si susseguono diverse generazioni di ragni discendenti da Carlotta che tengono compagnia a Wilbur.

## Versioni cinematografiche

### Film del 1973
Nel 1973 lo studio Hanna-Barbera ha prodotto un film d'animazione tratto dal libro. 

#### Sequel del 2003
Il film d'animazione del 1973 ha avuto un sequel nel 2003: La grande avventura di Wilbur - La tela di Carlotta 2, sempre con David Berón come protagonista.

### Film del 2006
Nel 2006 viene realizzata una coproduzione con Paramount Pictures, Walden Media, The Kerner Entertainment Company, e Nickelodeon Movies. Il film, diretto da Gary Winick, si avvale dell'interpretazione di Dakota Fanning nella parte di Fern, e delle voci di Sam Shepard (narratore), Julia Roberts (Charlotte), nonché Robert Redford, Steve Buscemi, John Cleese, Oprah Winfrey e Kathy Bates.	

## Edizioni italiane
- Elwyn Brooks Withe, La tela di Carlotta, traduzione di Isabella Errico e Donatella Ziliotto,  illustrazioni di Garth Williams, Firenze, Vallecchi, 1959.